# Црква Светог Симеона Мироточивог у Доњем Црнатову
Црква Светог Симеона Мироточивог у Доњем Црнатову, насељеном месту на територији општине Житорађа, припада Епархији нишкој Српске православне цркве. Подигнута је у периоду од 2004. до 2007. године и посвећена је Светом Симеону Мироточивом.
Иконостас и комплетно фрескописање урађено је у периоду од 2008. до 2009. године. Освећен је 17. октобра 2009. године. Димензије храма су 11х5m, а у продужетку налази се и припрата са звоником димензија 3х2,5m.